# 山形県立致道館中学校・高等学校
山形県立致道館中学校・高等学校（やまがたけんりつ ちどうかんちゅうがっこう・こうとうがっこう、英: Yamagata Prefectural Chidokan Junior & Senior High School）は、山形県鶴岡市に所在し、中高一貫教育を提供する山形県立中高一貫校。

## 概要
山形県教育委員会の県立高等学校再編計画に則り、県下2校目の併設型中高一貫校として2024年（令和6年）4月1日に開校。同年3月末に閉校した山形県立鶴岡南高等学校、山形県立鶴岡北高等学校を母体とする。
また、致道館高校の校舎は旧鶴岡南高校舎を、致道館中学校の校舎は旧鶴岡北高校舎を使用する。
校名は、学校の所在する鶴岡市にある、旧庄内藩校の致道館などを踏まえ命名した。

### 基本理念
- 自主自立
- 新しい価値の創造
- 社会的使命の遂行

### 目指す学校像
- 一人ひとりが主体性やたくましさを身に付け、夢や希望を実現できる学校
- 個人としての基礎をつくり、社会変化に応じて積極的に新しい物事に取り組む学校
- 地域社会や国際社会を牽引する人、支える人を育てる学校

### 教育
探求型学習の実施の他、スーパーサイエンスハイスクール指定校として実験を多く取り入れた理数教育などに力を入れる予定。

## 設置学科
- 全日制
  - 普通科
  - 理数科